# Bartolomeo dei Vitrei
Bartolomeo dei Vitrei (Bartholomeus de Vitrei), pulski podestat. Za njegove uprave krajem 13. stoljeća podignuto je zdanje Komunalne palače na pulskom Forumu o čemu svjedoči ploča s uklesanim njegovim imenom. Iznad ploče u kamenom reljefu prikazan je konjanik Bartholomeus, nasljednik prastarog padovanskog prezimena de'Vitrei. Danas njegovo ime nosi jedna ulica u Puli.
| političke službe               | političke službe    | političke službe              |
| ------------------------------ | ------------------- | ----------------------------- |
| prethodnik Martino della Torre | podestat Pule 1296. | nasljednik Pagano della Torre |